# Chus Gutiérrez
María Jesús Gutiérrez (Granada, 26 de noviembre de 1962), conocida como Chus Gutiérrez, es una directora de cine, guionista y actriz española.

## Biografía
Gutiérrez nació en Granada, Andalucía, en 1962. A sus 8 años, en 1970, su familia se trasladó a Madrid y a los 17, en 1979, se marchó a Londres para estudiar inglés. Cuando volvió a España comenzó a trabajar en el mundo de la imagen. En 1983, decidió irse a Nueva York a estudiar cine. Su hermana, Blanca Li, también desarrolló su carrera profesional y es coreógrafa, bailarina, cineasta y realizadora. Su hija, Alba Gutiérrez, es actriz, guionista y directora.

### Nueva York
En su primer año en Nueva York asistió a un curso en Global Village, donde conoció a su maestro Fred Barney Taylor, que organizó un curso de Super-8 y es a partir de entonces cuando Gutiérrez empezó a rodar sus primeros cortometrajes en súper 8: Porro on the Roof (1984), Snikers on Fire (1985) y Tropicana (1986). También se inició en película de 16 mm. Su primer corto en este formato fue Mery Go Round (1986), basado en una historia original de un cómic de Toni Mena y Juan Bas. Participó en rodajes de numerosos cortometrajes cumpliendo diferentes funciones de producción y sonido.
En 1985 ingresó en City Collage, la Universidad de la Ciudad de Nueva York (CUNY), donde estudió cine y obtuvo titulación reglada. Durante su estancia en Nueva York también tuvo tiempo para la música, montando el grupo musical que definieron como de flamenco-rap, llamado Xoxonees, junto a Blanca Li, Montse Martínez, Cristina Hernández, Etienne Li y Tao Gutiérrez. El conjunto actuó durante algún tiempo en diferentes locales de ocio de la ciudad con un gran éxito de público que les seguía. Gutiérrez se encargó de la grabación de los videoclips de Xoxonees. Fue un grupo absolutamente anárquico, fresco y con su estilo original. Grabaron su primer y único disco en España y terminaron separándose, tras dos años de experiencia, el 31 de diciembre de 1989 para seguir sus carreras profesionales por otros derroteros.

### Regreso a España
En 1987 Gutiérrez regresó a España y conoció a Joaquín Jordá, con quien mantendrá una larga amistad y sintonía que les llevará a embarcarse juntos en diferentes proyectos. Fue ayudante de dirección de Jordá en su película El encargo del cazador (1989) y mantuvo su interés por el corto, dirigiendo en los dos años siguientes los cortometrajes La cinta dorada (1987) y Pezdro (1989). También en esos años trabajó en diferentes largometrajes y documentales como ayudante de montaje.
En 1991 Gutiérrez dirigió su primer largometraje, Sublet. La película fue rodada en Nueva York, producida por Fernando Trueba y protagonizada por Icíar Bollaín. Se basó en su primer guion, que escribió originalmente en inglés y que tradujo con la colaboración de Jordá. Estuvo . Logró el reconocimiento en forma de premios como la Caracola de Oro en la Muestra Cinematográfica del Atlántico Alcances de Cádiz, el Premio en el Festival Internacional de Cine de Valencia - Cinema Jove de 1992, la nominación a los Premios Goya como Mejor directora novel, y el Premio del Círculo de Escritores Cinematográficos a la Mejor dirección novel.
En 1992, con la productora MUAC FILMS y de la mano de Pizca Gutiérrez como socia y productora, se hizo cargo de la producción cinematográfica de diferentes cortos de colaboradores y amigos: Mejor no hables (1994) de Pedro Paz; Hábitos (1995), Todo, Todo, Todo, Todo (1997), Completo Comfort  (1997) de Juan Flahn; y Miranda hacia atrás (1997) de Pedro Paz.  También, entre 1992 y 1993, mostró su faceta de actriz en diferentes cortometrajes, como Baja Corazón y Los amigos del muerto de Icíar Bollaín, o Intrusos II, de Arantxa Vela.
Tras la experiencia de Sublet, Gutiérrez decidió volver al largometraje en 1994 con Sexo oral, una producción de bajo coste con la participación como coproductores de Emilio Martínez Lázaro y Carmelo Espinosa. Y en 1995 abordó su tercer largometraje, Alma gitana, en el que volvió a coincidir con su amigo Jordá, que fue su coguionista, y que contó con la aportación del grupo musical Ketama, que realizó parte de la banda sonora del film. La película estaba ambientada en el madrileño barrio de Lavapiés. En 1997 rueda su cuarto largometraje Insomnio con Candela Peña, Ernesto Alterio, Fele Martínez, Ginés García Millán y María Pujalte, que protagonizan tres historias entrelazadas sobre hombres y mujeres  contemporáneos.
La década de 1990 fue de gran actividad para Gutiérrez, que compaginó su trabajo como productora de cortometrajes y directora de cine con otros proyectos. Así,en 1994 fue guionista para televisión en la serie Canguros y en 1999 escribió y dirigió Ellas son así, protagonizada  por Maribel Verdú, María Barranco, Neus Asensi y María Adánez. Por este proyecto recibió el Premio Meridiana del Instituto Andaluz de la Mujer.
En 2001 estrena Poniente, una película rodada en Almería sobre el desarraigo que siente una mujer cuando regresa a la tierra en la que vivió su infancia y el choque con la nueva realidad de invernaderos e inmigración. La película se llevó el Premio al Mejor Guion del Festival Toulouse Cinespaña y el premio Fipresci en el Festival de Cine de Guadalajara (México) además de estar presente en el Festival de Venecia y de Toronto en 2002.
En 2003 interpreta un papel en la película Te doy mis ojos, de la cineasta Icíar Bollaín.
En 2004 dirige el segmento "Adolescentes", dentro de la película colectiva Hay motivo, en el que aborda el tema del sistema educativo, con la participación de varios estudiantes que critican una educación pública desatendida.
Repite en el mismo año con otro proyecto colectivo: En el mundo a cada rato, dirigiendo el segmento "Las 7 alcantarillas", rodado en Córdoba (Argentina) y que cuenta la historia de Maca, una niña de cinco años que nos cuenta su vida desde su fantástica visión, cuando lo que la rodea es algo muy diferente. La película fue dirigida conjuntamente junto a Patricia Ferreira, Pere Joan Ventura, el peruano Javier Corcuera y Javier Fesser.
Entre los años 2004 y 2006 hace varias incursiones en el mundo del arte de la mano de José Guirao y Rafa Doctor con piezas de vídeo:
- 2004: El inmóvil viaje: un proyecto encargado por la casa Encendida y Casa de América en torno a las nuevas cartografías de Madrid
- 2005 – El retorno: Beca del Musac para desarrollo del proyecto sobre los ahogados en el Estrecho.
- 2006 – “La Plaza”: proyecto colectivo La ciudad en ciernes. Producido por la Universidad de Arquitectura de Valladolid.

En 2005 y mientras forma parte del jurado del festival NOTODOFILMFEST dirige el corto Lunch time, en el que narra la vida de una mujer trabajadora que recorre la ciudad en busca de un lugar para comer.
En ese mismo año estrena El Calentito, película ambientada en la Movida madrileña y protagonizada por Verónica Sánchez, Macarena Gómez y Ruth Díaz, que integran en la película al grupo musical punky Las Siux. 
Esta última participó en el Festival de Toulouse Cinespaña como: El Calentito – Prix Du Jury des Lecteurs de La Dèpêche du Midi y en el Festival de Cine de Comedia de Montecarlo, donde se llevó el Premio del Jurado en la categoría de Mejor Film.
En 2006 Chus dirige el videoclip de Tengo el corazón contento uno de los temas del disco Un rayo de luz, grabado por iniciativa de la librería de cine Ocho y Medio y con el apoyo de AISGE.
En 2007  Chus colabora en la creación de CIMA, la Asociación de Mujeres de Cine y Medios Audiovisuales, de la que ha sido vicepresidenta los últimos años. Con este proyecto, que reúne a más de 300 mujeres, se pretende destacar a las mujeres del audiovisual ante su escasa presencia en el medio, en un intento de luchar por la igualdad y la diversidad.
En enero de 2008 produce, escribe y dirige su séptimo largometraje: Retorno a Hansala,  una historia sobre la dignidad de los emigrantes que llegan a las costas españolas. La película cosecha varios premios y menciones:
- Festival internacional de cine de Valladolid
  - Premio Especial del Jurado.

- Festival internacional de cine del Cairo
  - Pirámide de Oro.
  - Premio FIPRESCI.

- Festival de cine de Guadalajara, México
  - Mejor dirección.
  - Mejor guion.

- Premios GOYA 2009, nominaciones
  - Mejor Actriz Revelación.
  - Mejor Canción Original.
  - Mejor Guion.

En 2010 rueda el cortometraje: Me gustaría estar enamorada... a veces me siento muy sola, la historia de tres adolescentes que viven una intensa noche llena de encuentros y desencuentros amorosos.
En el mismo año, con motivo de los 50 años de la Gran Vía madrileña, rueda el cortometraje Mi primer amanecer, donde la Gran Vía es el escenario de un musical en el que tres adolescentes verán su primer amanecer.
Dirige también en 2010 el segmento de “Las que viven en la niebla”, dentro del largometraje colectivo Ellas son África. Rodado en Namibia, cuenta la historia de un grupo de mujeres que luchan por encontrar una solución al problema del agua en el desierto en el que viven.
En agosto del mismo año, escribe y dirige el monólogo El instante del absurdo, que supone su primera incursión en el mundo del teatro. Cuenta con la interpretación de Roberto Álvarez, y está hecho por encargo de Blanca Portillo y Chusa Martin para el Festival de Teatro de Mérida.
En 2015 dirigió Droga Oral, película en la que personas de todo tipo expresan sus experiencias ante la cámara sobre el consumo de drogas, una cuestión tanto personal como polémica en la sociedad actual. La cinta se presentó en 2016 en Soria, donde Gutiérrez recibió el Caballo de honor de la XVIII edición del Certamen Internacional de Cortos Ciudad de Soria.
Su trabajó ha sido reconocido por el MUSAC, Museo de Arte contemporáneo de Castilla y León, donde ha impartido conferencias, presentado alguna de sus películas o dirigido talleres de cortos cinematográficos que han formado parte de sus exposiciones:
- 2018 Exposición colectiva, Refugio frente a l@ tormentala tormenta. Miradas al exilio.[6]
- 2005 Conferencia, con el título Realidad y ficción y presentación de los cortos Dos gardenias y Ciudad 2.4 realizados por los alumnos del taller La Mirada, dirigido por Gutiérrez.[7]

- 2004 Vídeo arte, El Retorno[8]

## Filmografía

### Directora
| GÉNERO       | AÑO  | TÍTULO                                                             |
| ------------ | ---- | ------------------------------------------------------------------ |
| Largometraje | 1991 | Sublet                                                             |
| Largometraje | 1994 | Sexo oral                                                          |
| Largometraje | 1996 | Alma gitana                                                        |
| Largometraje | 1998 | Insomnio                                                           |
| Largometraje | 2002 | Poniente                                                           |
| Largometraje | 2005 | El Calentito                                                       |
| Largometraje | 2008 | Retorno a Hansala                                                  |
| Largometraje | 2014 | Ciudad Delirio                                                     |
| Largometraje | 2014 | Sacromonte, los sabios de la tribu                                 |
| Largometraje | 2015 | Droga oral                                                         |
| Largometraje | 2020 | Rol & Rol                                                          |
| Largometraje | 2022 | Sin ti no puedo                                                    |
| Largometraje | 2023 | De caperucita a loba                                               |
| GÉNERO       | AÑO  | TÍTULO                                                             |
| Cortometraje | 1984 | Porro on the roof                                                  |
| Cortometraje | 1985 | Snikers of fire                                                    |
| Cortometraje | 1986 | Tropicana                                                          |
| Cortometraje | 1986 | Mery go round                                                      |
| Cortometraje | 1987 | La cinta dorada                                                    |
| Cortometraje | 1989 | Pezdro                                                             |
| Cortometraje | 2004 | ¡Hay motivo! (Segmento "Adolescentes")                             |
| Cortometraje | 2004 | En el mundo a cada rato (Segmento "Las siete alcantarillas")       |
| Cortometraje | 2005 | Lunch Time                                                         |
| Cortometraje | 2009 | Cortos - es + (Segmento "Sin pensarlo dos veces")                  |
| Cortometraje | 2009 | El diario de Manuel                                                |
| Cortometraje | 2010 | Mi primer amanecer                                                 |
| Cortometraje | 2010 | Ellas son África (Segmento "Namibia - Las que viven en la niebla") |
| Cortometraje | 2010 | Me gustaría estar enamorada... a veces me siento muy sola          |
| GÉNERO       | AÑO  | TÍTULO                                                             |
| Serie TV     | 1999 | Ellas son así                                                      |
| Videoclip    | 2006 | Tengo el corazón contento                                          |
| Teatro       | 2011 | El instante del absurdo                                            |
| Serie TV     | 2013 | Nadia en Cuesta                                                    |

### Productora
- Mejor no hables (1994), cortometraje de Pedro Paz
- Hábitos (1995), cortometraje de Juan Flahn
- Todo, Todo, Todo, Todo (1997), cortometraje de Juan Flahn
- Completo Comfort  (1997), cortometraje de Juan Flahn
- Miranda hacia atrás (1997), cortometraje de Pedro Paz

### Actriz
- Baja Corazón (1992), cortometraje de Icíar Bollaín
- Los amigos del muerto (1992), cortometraje de Icíar Bollaín
- Intrusos II (1993), cortometraje de Arantxa Vela
- Hábitos (1995), cortometraje de Juan Flahn
- Cinema verité verité (2013), largometraje de Elena Manrique

## Premios
Medallas del Círculo de Escritores Cinematográficos
| Año  | Categoría         | Película | Resultado |
| ---- | ----------------- | -------- | --------- |
| 1993 | Premio revelación | Sublet   | Ganadora  |

- Premio Caracola de Oro en la Muestra Cinematográfica del Atlántico Alcances de Cádiz (1992) por su ópera prima Sublet.

- Premio en el Festival Internacional de Cine de Valencia - Cinema Jove (1992) por Sublet.

- Nominación a los Premios Goya como Mejor directora novel en la VII edición (1992) por Sublet.

- Premio Meridiana del Instituto Andaluz de la Mujer (1999) por la dirección y guion del largometraje Ellas son así.

- Caballo de honor de la XVIII edición del Certamen Internacional de Cortos Ciudad de Soria (2016).
- En 2020 fue premiada en el Festival Cine Hecho por Mujeres por ‘Rol & Rol’.[10]